# 埃平—翁加尔铁路

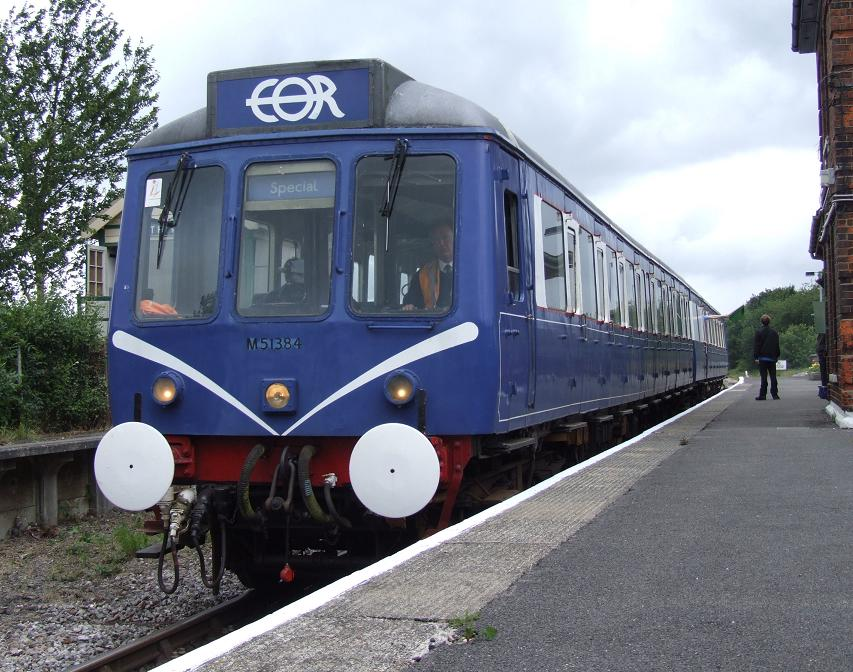
該鐵路所屬英國鐵路117型柴聯車。

埃平－翁加尔铁路（英語：Epping Ongar Railway）是一个位于英国埃塞克斯郡的保存铁路，来往埃平和翁加尔之间。
它建于1865年，最初是大东铁路的支线，后于1947年至1994年间归入伦敦地铁中央线。停运十年后，它于2004年重新开通，并由志愿者提供服务和列车护理。现时它的土地和基础设施所有权由一所「埃平和翁加尔铁路有限公司」（英語：Epping Ongar Railway Company）拥有。

## 早期历史

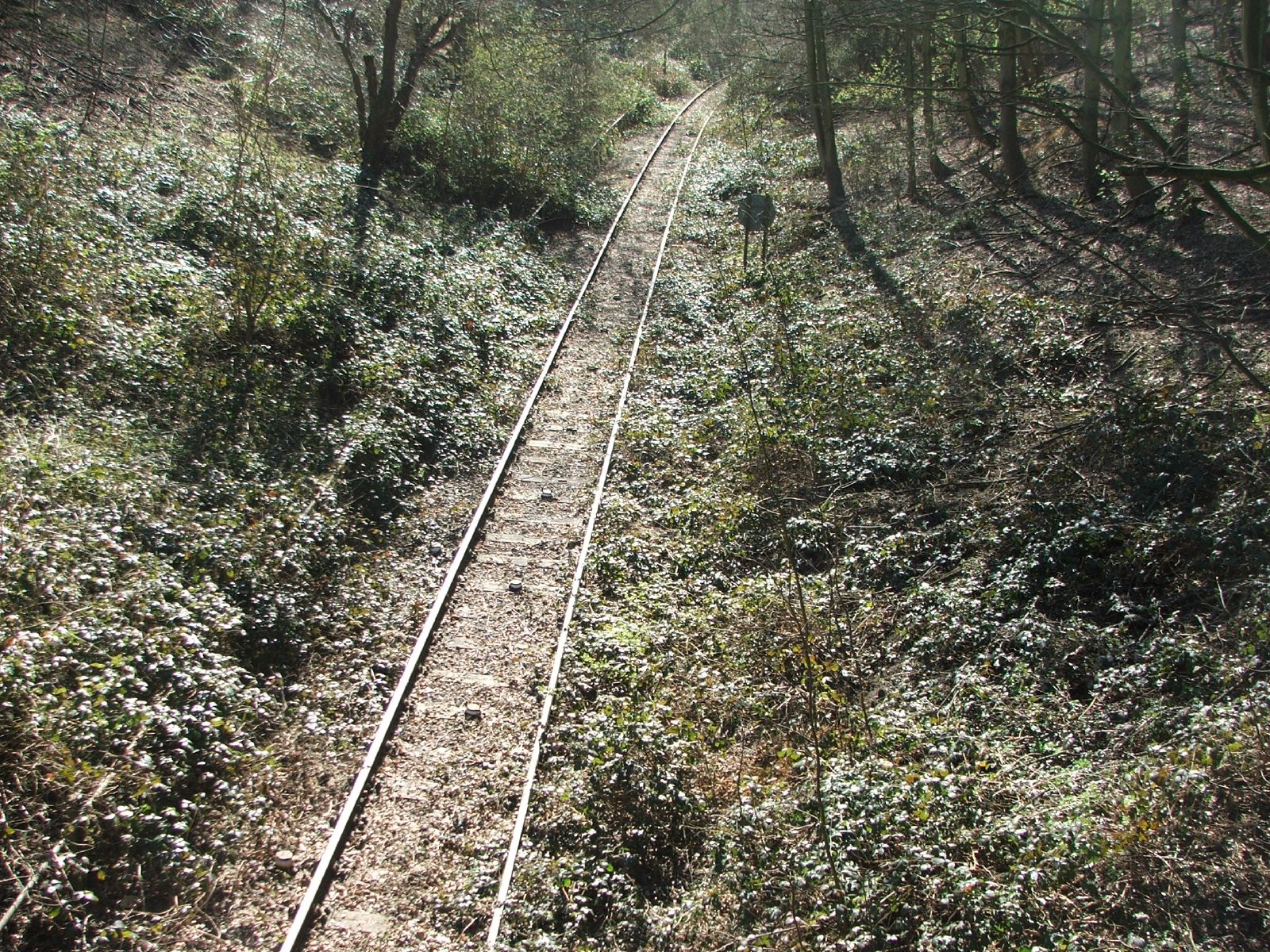
穿過埃塞克斯鄉村地區，該路線曾是倫敦地鐵的鄉村路線之一。

1865年，大东铁路修建一条支线铁路，由劳顿延伸至翁加尔，全段皆为单线铁路，但其中的北威尔德站是会让站。大东铁路公司每天开行14次列车来往翁加尔，此外亦提供以埃平或劳顿为终端站的列车车次。1890年代，铁路公司把运量较高的「劳顿－埃平」区间复线化，但「埃平－翁加尔」区间仍维持单线。
火车继续在埃平或劳顿行驶，直到1949年。 这年，倫敦運輸行政部的新工作计划将延长埃平铁路中央线。并改用电力动车组。这个中央线将取代原有的英国铁路线，作为这一整改的一部分，埃平—翁加尔铁路支线取消了伦敦的伦敦直通车，取而代之的是来往于埃平（连通伦敦）和翁加尔的铁路。 在一个阶段时间里，甚至可以看到蒸汽火车和伦敦地铁电动在埃平的并排行驶的不寻常的景象。 蒸汽班车由英国铁路公司的倫敦運輸行政部掌管，有人认为将这条通往翁加尔的铁路线电气化的花费是不合理的，因为这条支线上的乘客人数很少。
到了1950年代，有人尝试改进这条铁路线的服务，随着时间的推移，铁路于1957年完成电气化， 虽然电气化的花费不高，但是这条铁路线的列车只能搭载2节或3节特制的车厢，这是因为，列车使用的电源是没有强到足以支持多个车厢。。另一个问题是，车站的月台过短。这意味着，正常8节车厢的列车将无法停靠。因此，埃平—翁加尔铁路支线从中央线分离，单独运行。不过，每年两天，都会有来自伦敦的列车运行通过，这些列车的终点在北维尔德，为了周六或周日航展临时增开，通常的埃平—翁加尔铁路班车会暂停服务，给这趟临时列车让行。这趟车被当作正常线路记在铁路中央线的时刻表上，但是这趟列车只有4节车厢而不是通常的8节。

## 衰落与关闭

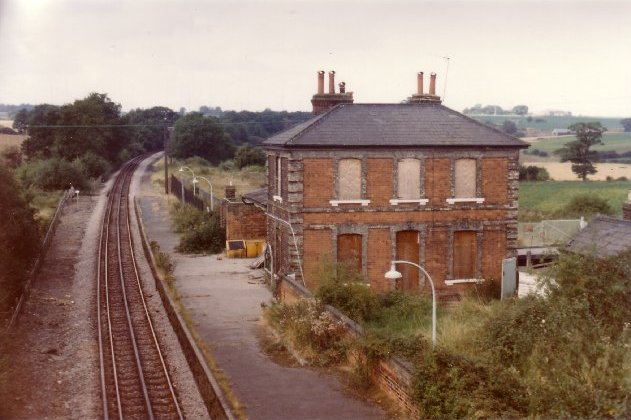
布萊克莊園（Blake Hall）車站，1985年。

在1960年代，搭乘这一铁路线列车的乘客明显地没有人们预想的多，许多发展计划没有被允许，因为这一地区是绿化带。使用这条线路的乘客人数在1971年达到顶峰，但仍然每天只有650人，这意味着这条铁路线并没有得到更多的收益。伦敦铁路局试图于1980年关闭整条铁路线，但是没能做到。相反，他们在周日关闭了仅有少量列车通行的布萊克廳站。
布萊克莊園（Blake Hall）站于1981年被永久关闭。关闭前，它每天只有六名乘客。该站的建筑物仍然作为私人住宅存留。但是站台已被拆除。
北威尔德站的站台之一于1976年关闭，环线和西行线路在1978年取消。直到这个时候，操控着两个站台是原东部线铁路的信号箱，这个信号盒仍然在南行线的站台。北威尔德是伦敦地铁网络最后一个使用臂板信号机的地区。
这条线路每载一名乘客就有7英镑的损失，同时维护工作也要很多花费。1994年9月30日，这条铁路线不再向公众开放，地鐵中央线到埃平即终止。铁路线关闭时，一天只载80名乘客。据当地人传言，这条铁路之所以保持开放，是为了将内阁疏散到位于多丁赫斯特的核掩体。
克雷文斯保存铁路保留了有三节车厢的倫敦地鐵1960型列車，这是伦敦地铁公司的在这条线路上的最后一趟列车。

## 购买和重新开放

这条铁路线在1998年被一家试验发展公司购买，这家试验发展公司也就是现在的埃平—翁加尔铁路有限公司。翁加尔铁路保护协会也提出了购买要求，他们给出了£325,000。然而，保护发展公司作出稍高的报价，并得到了伦敦地铁公司的接受。 一位名为贝尔·马丁的独立政治家表示：“这是近年来这一地区最有争议的一次交易。”
铁路线于2004年10月10日周日重新开放。由埃平—翁加尔铁路志愿者协会负责运营。每小时服务于翁加尔和北维尔德，不久就延伸至库珀塞尔，但是中途不能下车。
在2006年1月22日至4月9日这段时间，铁路线因施工而关闭，工程包括一般站维修、车辆维修和养路。2006年5月28日（星期日），翁加尔站仍然因施工而关闭，其余则重向乘客开放，维修结束后解决了原先无法使用车站建筑的问题。
2007年底，铁路被出售给一个新的私人业主。 这是因为他已获得翁加尔住宅发展的规划权限。新主人希望把蒸汽机车回铁路线。
2008年初，铁路停止为乘客服务， 这是为了使铁路能够有重大工程。这项工作将意味着蒸汽机车将再次在这条铁路上运行，为了铁道能循环往复的运营，这些是必需的。

## 保存铁路的运营

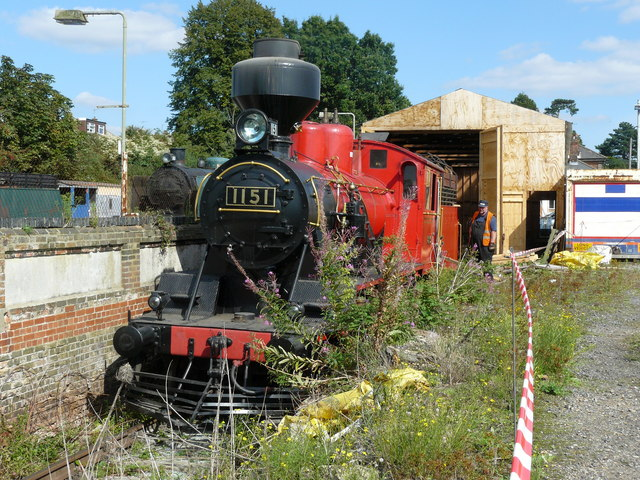
在翁加爾（Ongar）站的芬蘭鐵路Tk3型蒸汽機車。

这条保存线路的客运服务，由英铁117型柴聯車的51342和51384运营，目前正在与205类柴电力动车一起修复中。37029随03170一起运作。 有英国铁路公司的英铁1型列车和英铁2型列车客车供选择，该铁路线也有一些小的柴油调车员，一个德鲁里调车员和两个拉斯顿88调车员。该铁路线采用哈斯科公司负责拖运工程。埃-翁铁路车队还包括一节鲨鱼的守车，一个角鲨的道碴料斗和一辆负责永久铁路工作的货车。
这条铁路还拥有四个芬兰蒸汽机车和两个木制的芬兰客车。截至2010年1月的机车没有运行，而且它们铁路线轨距（5英尺）也不相同。
这一铁路线线拥有两列1962型车，1616和1491系列（8节车厢）购买于1996年，1744系列购买于1998年。1998年和2003年，这些型号车遭到破坏后当作废料带走并被损毁。